# Fatima Hassan El Farouj
Fatima Hassan El Farouj (1945-2010) est une peintre marocaine. Elle est classée dans la catégorie de l'art naïf.  

## Biographie
Son vrai nom est Fatima Rouaid, née à Tétouan et morte à Rabat. Naïve et autodidacte, n’ayant jamais suivi aucune formation académique et artistique, la peinture était pour elle, un moyen d’expression et un passe-temps. Elle est venue à la peinture au hasard sans préparation ni initiation. « Etant sans culture académique pour se réclamer ouvertement de leurs démarches, ces peintres naïfs n’en étaient pas moins motivés pour continuer sur leur lancée, travaillant en quelque sorte hors du temps et trouvant à l’occasion une audience suffisamment favorable pour les stimuler. »
Elle grandit dans un cadre populaire au nord du Maroc. Elle pratique comme les autres jeunes filles et femmes de son âge la broderie, le tissage, la couture et le tatouage au henné. Tous ces moments d’apprentissages traditionnels sont pour elle source d’inspiration. Ses tableaux témoignent de ces grands moments de fêtes et de rituels dans le monde des femmes des années cinquante.
Son mari, Hassan El Farouj, artiste également, est très sensible à son monde de création et la soutient dans tout son parcours artistique. Elle expose ses travaux et ses œuvres pendant 4 décennies, de 1965 à 2004, au moins quarante expositions collectives et individuelles. Sa première exposition de 1965 est son baptême du feu quand elle affronte pour la première fois « un public curieux à l’endroit d’une femme émergeant des couches populaires mais en qui il voyait déjà la figure d’une pionnière pratiquant une peinture fougueuse sans entraves, autrement dit la préfiguration d’une volonté émancipatrice par le moyen de l’art, contre l’hégémonie masculine qui régnait à l’époque au sein de la société ».

## Style et technique
Elle n’a aucune référence technique, tout se joue dans sa tête. Les expressions sont fraiches, infantilisées, naïves, simples avec beaucoup de narration comme un conteur et aucune logique dans les dimensions, les formes et les perspectives. L’humour est aussi présent sans ni grincement ni grimace.
Fatima Hassan El Farouj accouche, à travers ses gestes de pinceaux et de couleurs, de mille et une histoires. Des multitudes de contes réels avec des figures entre l’imaginaire et le fantastique. Elle place tout dans un seul tableau. Le vide est un thème qui ne fait pas partie des soucis de notre artiste. « Chaque toile de Fatima Hassan El Farouj nous transporte dans l’émerveillement du regard. Elle nous happe par ses superpositions calculées, ses stratifications abondantes. On dirait qu’elle partage avec nous cet émerveillement et nous permet de l’accompagner dans la genèse de chaque œuvre. »

## Hommages
Fatima Hassan El Farouj ainsi que 23 autres artistes sont exposés dans Regards Immortels organisé par la galerie Marsam à l’occasion de la nuit des galeries en 2016.

## Expositions

### Expositions individuelles
Les expositions individuelles d'El Farouj comprenaient celles-ci :
- 2003 : Tamuziga-Art, Rabat
- 1995-94 : Bab Rouah, Rabat
- 1990 : Bab Rouah, Rabat
- 1983 : Bab Rouah, Rabat
- 1982 : Nadar, Casablanca
- 1981 : L’Atelier, Rabat ; Le Savouroux, Casablanca
- 1980 : Rade Museum, Hambourg
- 1976-79 : Venise Cadre, Casablanca
- 1974 : Centre de l’Alliance française, Rabat ; Conservatoire de musique, Meknès
- 1972 : Exposition avec son conjoint, Tunis ; Centre culturel Français Rabat
- 1970 : Institut Goethe, Casablanca
- 1969 : Salle des fêtes, Oujda

### Expositions collectives
Elle a également participé à de nombreuses expositions collectives :
- 2004 : Terres, Mémoires, Nostalgies, Palais des Arts, Lisbonne
- 2002 : Atelier portes ouvertes, Rabat
- 1995 : Peintures au féminin pluriel, Casablanca
- 1994 : « La femme arabe », Orlando
- 1987 : Moussem culturel, Asilah ; Florence Arts Gallery, Dallas (Gallerie Marsam)
- 1985 : 19 peintres du Maroc, Grenoble et Paris ; Peintre naïfs marocains, musée  du Batha, Fès
- 1981 : Art sacré, Paris ; 8 peintres du Monde Arabe, Asilah
- 1980 : Musée Africain, Hambourg
- 1979-1976 : Venise Cadre, Casablanca
- 1975 : Exposition itinérante à Bonn, Passau, Düsseldorf et Berlin
- 1969 : Salon du Printemps, Marrakech ; Festival panafricain, Alger
- 1967 : Exposition Internationale, Montréal
- 1966 : Institut Goethe, Casablanca ; Exposition internationale, Montréal
- 1965 : Salon des artistes indépendants, Casablanca

## Liste de tableaux
Parmi ses œuvres figurent :  
- Le Mariage, 1976, huile sur toile ;
- Deux femmes au miroir, 1986, encre sur toile ;
- La tisseuse, 1987, huile sur toile ;
- Fête Marocaine, 2002, huile sur toile ;
- Al Qods, 2002, huile sur toile ;
- Les musiciennes, 2003, huile sur toile ;
- École coranique, 2003, huile sur toile ;
- Sans titre, 2004, huile sur toile monogrammée ;
- Les traditions, 2006, huile sur toile.